# Sancie Szymkowiak
Sancie Szymkowiak (10 juillet 1910 - 29 août 1942) - en religion Marie Sancie - est une religieuse catholique polonaise des Filles de la Bienheureuse Vierge Marie des Douleurs. Avant son entrée au couvent, elle étudie les langues et littératures étrangères. Durant la guerre, son couvent est transformé (par les Allemands) en hôpital de campagne pour les prisonniers de guerre. Elle s'occupe d'eux comme infirmière et traductrice. Elle décède de la tuberculose en 1942.
Son procès en béatification est ouvert, le pape Paul VI lui accorde le titre de servante de Dieu le 24 mars 1968. Le pape Jean-Paul II lui décerne le titre de vénérable en 2000, avant de la béatifier lors d'une visite en Pologne le 18 août 2002.

## Biographie
Janina Szymkowiak est née à Możdżanów (Pologne) le 10 juillet 1910. Elle est la dernière des cinq enfants d'Augustine Szymkowiak et de Maria Duchalska. Elle est aussi leur seule fille. Elle est baptisée peu de temps après sa naissance. Un de ses frères nommé Eric sera ordonné prêtre.
Sa formation initiale dans l'école du village se déroule de 1916 à 1919, puis la famille déménage en 1921 après que ses parents ont acheté une maison dans une autre ville. Après avoir terminé avec succès ses études secondaires en 1929, elle étudie à la faculté de langues et de littératures étrangères de l'Université de Poznan. Elle devient membre de l'Association mariale, où elle est connue et reconnue pour son intérêt personnel à aider les pauvres et venir en aide à ceux qui souffrent de problèmes personnels divers.
À l'été 1934, elle entreprend un pèlerinage à Lourdes (France) où elle commence à ressentir l'appel à la vie religieuse et décide alors de se confier à la Bienheureuse Vierge Marie. Jusqu'en 1935, elle fréquente la congrégation des sœurs Oblates du Sacré Cœur de Jésus à Montluçon puis elle rentre chez elle en 1936. Le 27 juin 1936, elle devint membre des Filles de la Bienheureuse Vierge Marie des Douleurs (plus connues sous le nom de « Sœurs séraphiques »). Le 29 juillet 1937 elle prend « Sancie » comme nom de religieuse. Sa mère tente bien dissuader sa fille de rejoindre la vie religieuse mais sans succès. Dans son couvent, la jeune novice se fait remarquer pour son grand respect de la règle de l'ordre. Sancie fait ses premiers vœux religieux le 30 juillet 1938 et travaille jusqu'en 1939 dans une école maternelle où elle a commencé (en même temps) à étudier la pharmacologie. Le déclenchement du conflit mondial la stoppe dans ses études.

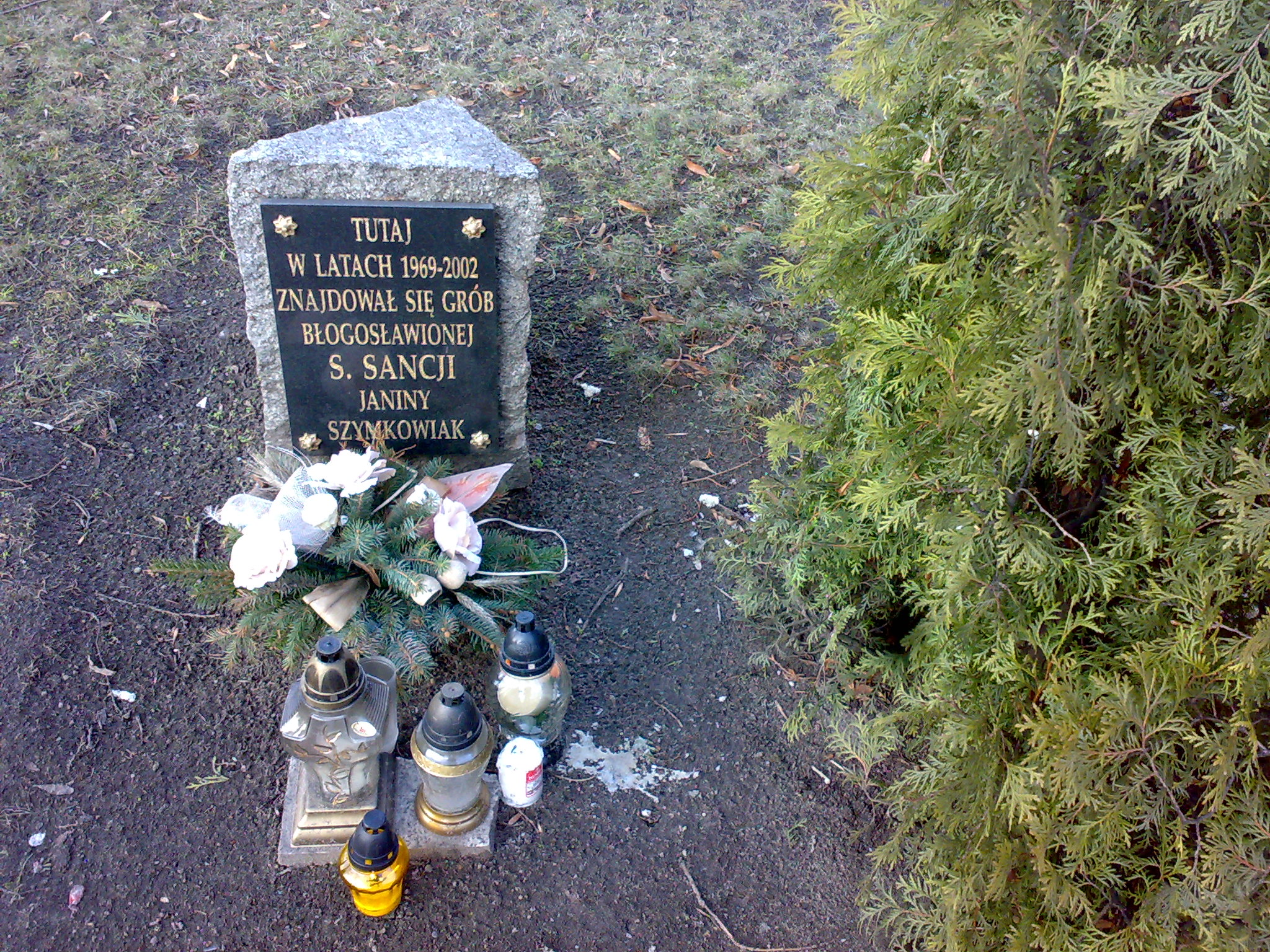
Sépulture de la religieuse près de l'église St Roch de Poznań.

Les forces armées nazies envahissent la Pologne le 1er septembre 1939. Lorsque la ville dans laquelle elle se trouve est occupée à son tour, les envahisseurs ordonnent aux religieuses de s'occuper des soldats allemands blessés, en plus des prisonniers de guerre anglais et français. Ayant fait des études de langues, elle est missionnée comme interprète auprès des prisonniers. Du fait de son attitude et attention aux prisonniers et malades, elle est surnommée (par les prisonniers) « l'ange de bonté ». Elle exécute également des travaux forcés que les Allemands exigent d'elle et des autres religieuses,. En février 1940, elle obtient la permission de retourner dans sa famille pour une brève visite, mais elle décide plutôt de rester avec ses consœurs pour les aider.
À la suite de conditions de travail pénibles, cumulées à une santé fragile et une grande fatigue, la religieuse finit par contracter la tuberculose. Elle garde néanmoins la sérénité et un esprit d'abandon à Dieu. Elle réussit à faire sa profession solennelle le 6 juillet 1942 quelques semaines avant sa mort causée par sa maladie. Elle décède le matin du 29 août 1942 après avoir reçu l'Eucharistie qu'elle avait demandée à sa supérieure,.

## Béatification et culte

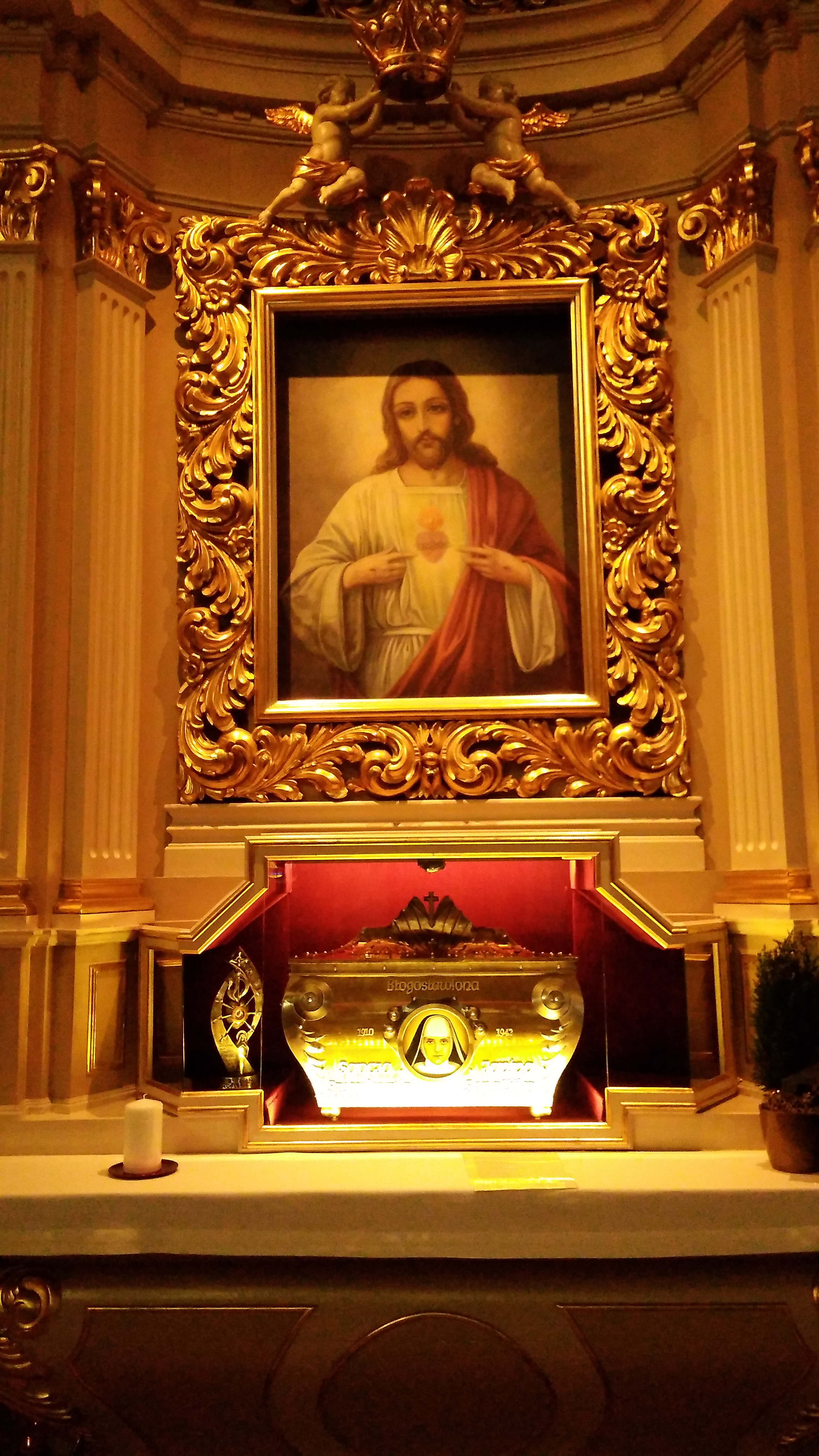
Reliquaire de la bienheureuse dans l'église Saint-Roch de Poznań.

Le processus de béatification est ouvert par l'archevêque Antoni Baraniak le 24 mars 1968. Le pape Paul VI déclare la religieuse servante de Dieu, et Mgr Jerzy Stroba (en) clôt le processus canonique le 10 juin 1988. La Positio est envoyée par le Vatican en 1992.
Le 18 décembre 2000, elle est nommée vénérable par le Vatican. Le pape Jean-Paul II approuve sa future béatification le 5 juillet 2002 et il béatifie personnellement la religieuse lors de sa visite dans la capitale polonaise de Cracovie le 18 août 2002,.
Sa fête est célébrée dans l'Église catholique le 29 août,.

### Source
- (en) Cet article est partiellement ou en totalité issu de l’article de Wikipédia en anglais intitulé « Janina Szymkowiak » (voir la liste des auteurs).